# KkStB-Tenderreihe 35
Die kkStB-Tenderreihe 35 war eine Schlepptenderreihe der kkStB, deren Tender ursprünglich auch von der Kronprinz Rudolf-Bahn (KRB) und von der Lemberg-Czernowitz-Jassy-Eisenbahn (LCJE) stammten.
Die KRB beschaffte diese Tender für ihre Lokomotiven ab 1868.
Sie wurden von der Lokomotivfabrik Sigl in Wien, von der Maschinenfabrik Simmering, von der Wiener Neustädter Lokomotivfabrik, von Krauss in München, von Maffei, von der Lokomotivfabrik Floridsdorf und von der Lokomotivfabrik Mödling geliefert.
Bei der KRB erhielten sie die Reihenbezeichnung T R.
Ab 1882 bestellte die kkStB Tender dieser Reihe selbst.
Sie wurden von Wiener Neustadt und Floridsdorf geliefert.
Ihre Anzahl war aber im Vergleich zu der von der KRB bestellten sehr gering.
1884 lieferte Wiener Neustadt fünf Stück dieser Tender auch an die Lemberg-Czernowitz-Jassy-Eisenbahn für deren Reihe IIIe.
Nach der Verstaatlichung der beiden Privatbahnen bekamen die Tender bei der kkStB die Reihenbezeichnung 35.
Die LCJE-Tender blieben bei ihren Maschinen, die anderen wurden freizügig für alle in der Tabelle angegebenen Reihen eingesetzt.